# Silvino García Martínez
Pour les articles homonymes, voir Guillermo García et García.
Silvino García Martínez est un joueur d'échecs cubain né le 4 juillet 1944 à La Havane, grand maître international depuis 1975.

## Palmarès
Grand maître international depuis 1975, Silvino García Martínez a remporté quatre fois le championnat de Cuba d'échecs (en 1968, 1970, 1973 et 1979), le championnat panaméricain d'échecs en 1968. Il finit deuxième ex æquo du mémorial Capablanca  en 1985.
Silvino García Martínez a représenté Cuba lors de dix olympiades de 1966 à 1986 ; il joua au premier échiquier de l'équipe cubaine qui jouait la finale B en 1970 et remporta une médaille de bronze individuelle à l'échiquier de réserve en 1978.